# Liste der Gedenktafeln in Berlin-Hakenfelde
Die Liste der Gedenktafeln in Berlin-Hakenfelde enthält die Namen, Standorte und, soweit bekannt, das Datum der Enthüllung von Gedenktafeln.
Die Liste ist nicht vollständig.

## Hakenfelde
| Bild | Name                           | Standort                   | Datum der Enthüllung |
| ---- | ------------------------------ | -------------------------- | -------------------- |
|      | Emilie Binnemann               | Schönwalder Allee 26       |                      |
|      | Eiskeller                      | Eiskellerweg               |                      |
|      | Heinrich-Schütz-Haus           | Schönwalder Allee 26       |                      |
|      | Innerdeutsche Grenze           | Schönwalder Allee          |                      |
|      | Helmut Kliem und Klaus Schulze | Spandauer Forst            |                      |
|      | Agnes Zacher-Kraatz            | Schönwalder Allee 26       |                      |
|      | Opfer des Krieges              | Schönwalder Allee 26       |                      |
|      | Kronprinzenbuche               | Forst Spandau Jagen 69     |                      |
|      | Adolf Philipp                  | Oberjägerweg               |                      |
|      | Wilhelm Philipps               | Schönwalder Allee 26       |                      |
|      | Kirsten Sahling                | Spandauer Forst            |                      |
|      | Schützengilde                  | Niederneuendorfer Allee 12 |                      |
|      | Schützengilde                  | Niederneuendorfer Allee 12 |                      |
|      | Dietmar Schwietzer             | Schönwalder Allee          |                      |
|      | Soldaten Skulptur              | Klinkeplatz                |                      |
|      | Ulrich Steinhauer              | Eiskellerweg               |                      |